# Stadion Míru w Taborze
Stadion Míru – wielofunkcyjny stadion w Taborze, w Czechach. Został otwarty w 1957 roku. Może pomieścić 1000 widzów.
Gospodarzem obiektu w przeszłości byli piłkarze klubu VTJ Tábor (również pod nazwą Dukla Tábor), którzy od 1958 roku do roku 1989 spędzili łącznie 22 sezony na drugim szczeblu czechosłowackich rozgrywek piłkarskich. Po sezonie 1995/1996, w którym zespół spadł z Dywizji A do  krajského  přeboru, klub udostępnił swą licencję drużynie Spartak Kaplice i zakończył działalność.
W latach 2008, 2013 i 2016 na stadionie rozgrywane były lekkoatletyczne Mistrzostwa Czech.